# Felix A. Voigt
Felix A. Voigt (vollständiger Name Felix Franz Alfred Voigt, * 13. Oktober 1892 in Breslau; † 31. März 1962 in Würzburg) war ein deutscher Germanist und Gymnasiallehrer. Er ist besonders durch seine Forschungsarbeit zum Leben und Werk des Schriftstellers Gerhart Hauptmann bekannt.

## Leben
Felix A. Voigt, der Sohn des Oberzollsekretärs und Rechnungsrates Bernhard Voigt, besuchte das Königliche Wilhelms-Gymnasium in Breslau und studierte ab dem Sommersemester 1911 an der Universität Breslau die Fächer Klassische Philologie, Geschichte und Philosophie. Während des Ersten Weltkriegs wurde er zum 3. Februar 1915 zum Landsturm eingezogen. Während der Ausbildung schloss er sein Studium am 31. Juli 1915 mit einer mündlichen Notprüfung für das höhere Lehramt provisorisch ab. Vom 17. Dezember 1915 bis zum 5. November 1917 kämpfte er als Vizefeldwebel an der Front und wurde dreimal verwundet. Daraufhin wurde er aus dem aktiven Dienst entlassen und bereitete sich in Breslau auf das endgültige Lehramtsexamen vor, das er am 1. Oktober 1918 mit dem Prädikat „genügend“ bestand. Anschließend unterrichtete er als Referendar am Gymnasium in Beuthen, ab 1921 als Assessor (seit 1922: Studienrat) am Städtischen Gymnasium in Görlitz.
Zum 1. Mai 1929 wurde Voigt zum Direktor des Staatlichen Gymnasiums in Kreuzburg in Oberschlesien ernannt. Damit war er mit 36 Jahren der jüngste Gymnasialdirektor Preußens. Voigt war zu diesem Zeitpunkt bereits verheiratet und hatte zwei Kinder. Ab den 20er Jahren beschäftigte er sich in seiner Freizeit mit wissenschaftlicher Arbeit, die hauptsächlich die Literatur Schlesiens betraf. Neben dem Philosophen Jakob Böhme beschäftigte ihn vor allem die Literatur der Gegenwart. Bereits seit seiner Schulzeit war Voigt ein großer Verehrer von Gerhart Hauptmann. Außerdem beschäftigte er sich mit der antiken Religionsgeschichte und Mythologie und verfasste mehrere Artikel für die von Wilhelm Kroll herausgegebene Realenzyklopädie der klassischen Altertumswissenschaft (RE).
Nach der Machtübernahme der Nationalsozialisten wurde Voigt als Ortsvorsitzender der Deutschen Demokratischen Partei aufgrund des sogenannten Gesetzes zur Wiederherstellung des Berufsbeamtentums zum 1. September 1933 in den Ruhestand versetzt. Da er mit seiner spärlichen Pension seine Familie nicht ernähren konnte, zog er nach Neustadt in Oberschlesien, wo er in der Schlesienbücherei von Max Pinkus arbeitete. Pinkus vermittelte ihm auch die persönliche Bekanntschaft mit Gerhart Hauptmann, den Voigt erstmals im November 1933 in Agnetendorf besuchte. Voigt und seine Frau wurden zu Vertrauten Hauptmanns und kümmerten sich um sein reiches literarisches Werk. im Frühjahr 1938 begleitete Voigt den Dichter nach Rapallo. 1942 erfuhr er, dass Hauptmann sein Drama „Die Finsternisse“ vernichten wolle, da es ihn politisch gefährden könnte. Voigt und seine Frau Camilla schrieben dieses Werk daraufhin ab und erhielten es so der Nachwelt, nachdem Hauptmann es im Januar 1945 tatsächlich vernichtete.
Voigt verfasste neben zahlreichen literarischen Studien zu Hauptmanns Werk auch eine großangelegte Biografie des Dichters, die nach dem Ende des Zweiten Weltkriegs durch seine Flucht nach Süddeutschland verloren ging. Bis Dezember 1945 hatte Voigt zusammen mit Carl F. W. Behl im Gerhart-Hauptmann-Archiv gearbeitet. Er lebte ab Mai 1945 in Kemnath. Nach Hauptmanns Tod 1946 hielt Voigt einen Vortrag auf einer Gedenkveranstaltung der Universität Würzburg, die ihm daraufhin im Sommer 1947 die philosophische Ehrendoktorwürde verlieh. 1956 zog Voigt endgültig nach Würzburg, wo er sechs Jahre später starb.

## Schriften (Auswahl)
- mit Curt Adler und Richard Jecht: Jakob Böhme. Gedenkgabe der Stadt Görlitz zu seinem 300jährigen Todestage. Görlitz 1924
- mit Otto Engelhardt: Vier Wandgemälde aus der Görlitzer Geschichte im Festsaal der Luisenschule zu Görlitz. Görlitz 1928
- Antike und antikes Lebensgefühl im Werke Gerhart Hauptmanns. Breslau 1935
- Hauptmann-Studien. Band 1: Aufsätze über die Zeit von 1880 bis 1900. Breslau 1936
- Die Gerhart-Hauptmann-Sammlung der Staats- und Universitätsbibliothek zu Breslau. In: Zentralblatt für Bibliothekswesen. Band 53 (1936), S. 297–307
- mit Walter A. Reichart: Hauptmann und Shakespeare. Ein Beitrag zur Geschichte des Fortlebens Shakespeares in Deutschland. Breslau 1938. 2., neubearbeitete Auflage, Goslar 1947
- Gerhart Hauptmann, der Schlesier. Breslau 1942. Neu bearbeitet, Goslar 1947. 3. Auflage, München 1953. 4., überarbeitete Auflage, Würzburg 1988
- mit Carl F. W. Behl: Gerhart Hauptmanns Leben. Chronik und Bild. Berlin 1942
- mit Carl F. W. Behl: Chronik von Gerhart Hauptmanns Leben und Schaffen. München 1957. Neuausgabe Würzburg 1993
- Wilhelm Studt (Hrsg.): Gerhart Hauptmann und die Antike. Berlin 1965